# Artedielloides auriculatus
Artedielloides auriculatus е вид лъчеперка от семейство Cottidae. Видът е почти застрашен от изчезване.

## Разпространение и местообитание
Разпространен е в Русия (Приморски край).
Среща се на дълбочина от 29 до 70 m.

## Описание
На дължина достигат до 6 cm.